# Едсбин
Едсбин (швед. Edsbyn) — містечко (tätort, міське поселення) у центральній Швеції в лені  Євлеборг. Адміністративний центр комуни  Уванокер.

## Географія
Містечко знаходиться у західній частині лена  Євлеборг за 300 км на північ від Стокгольма.

## Історія
Едсбин відомий виробництвом лиж. 

## Населення
Населення становить 4 258 мешканців (2018). 

## Спорт
У поселенні базується футбольний клуб Едсбин ІФ ФФ, а також клуб хокею з м’ячем (бенді) Едсбин ІФ, який 10 разів става чемпіоном Швеції і двічі виграва національний кубок. 
У містечку 2003 року було побудовано першу в Швеції криту ковзанку для гри в бенді. 

## Галерея

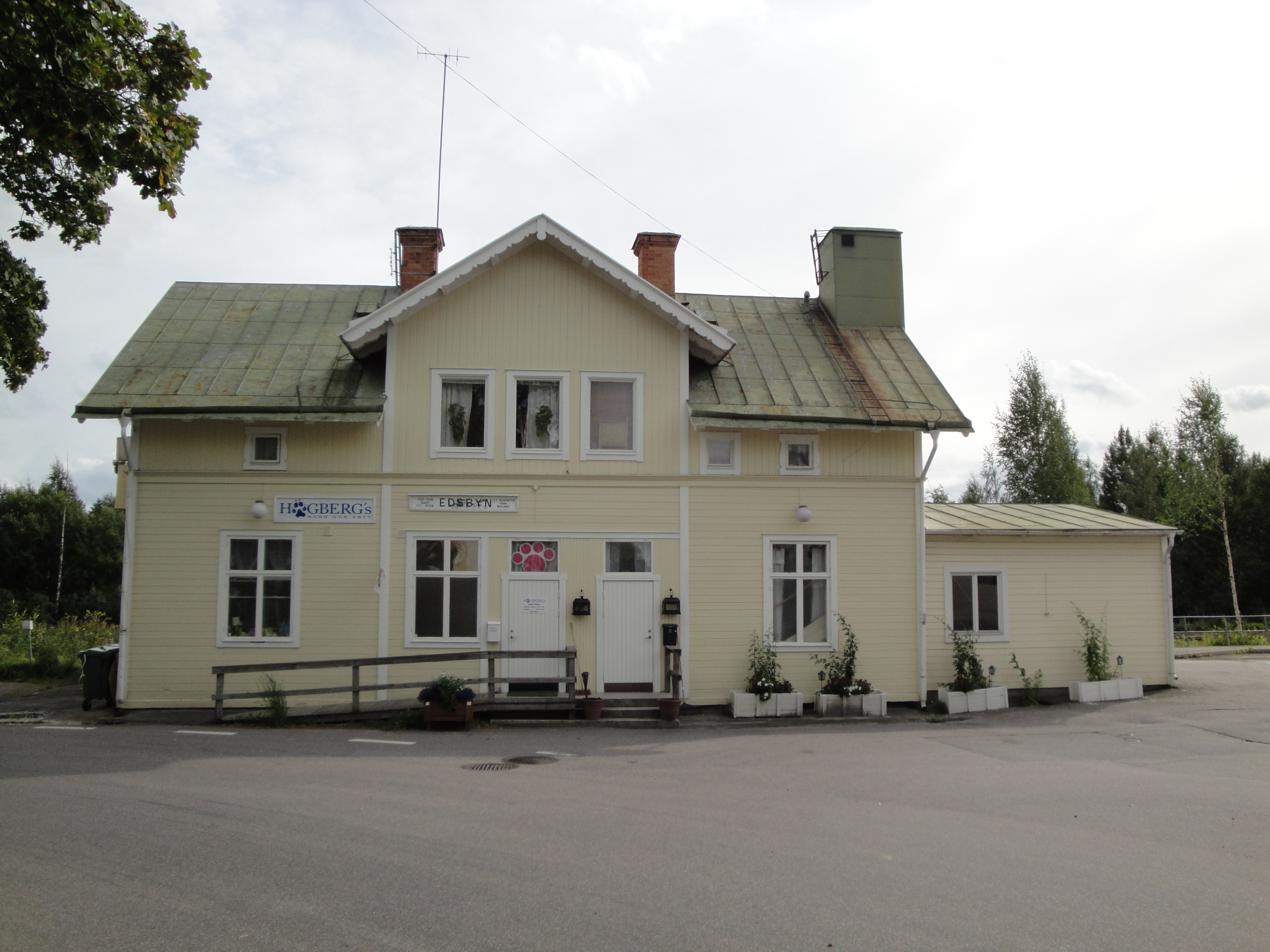
Залізнична станція
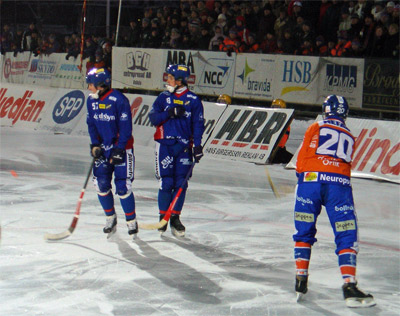
Грає Едсбин ІФ

## Покликання
- Сайт комуни Уванокер [Архівовано 19 січня 2019 у Wayback Machine.]